# Gough forrópont

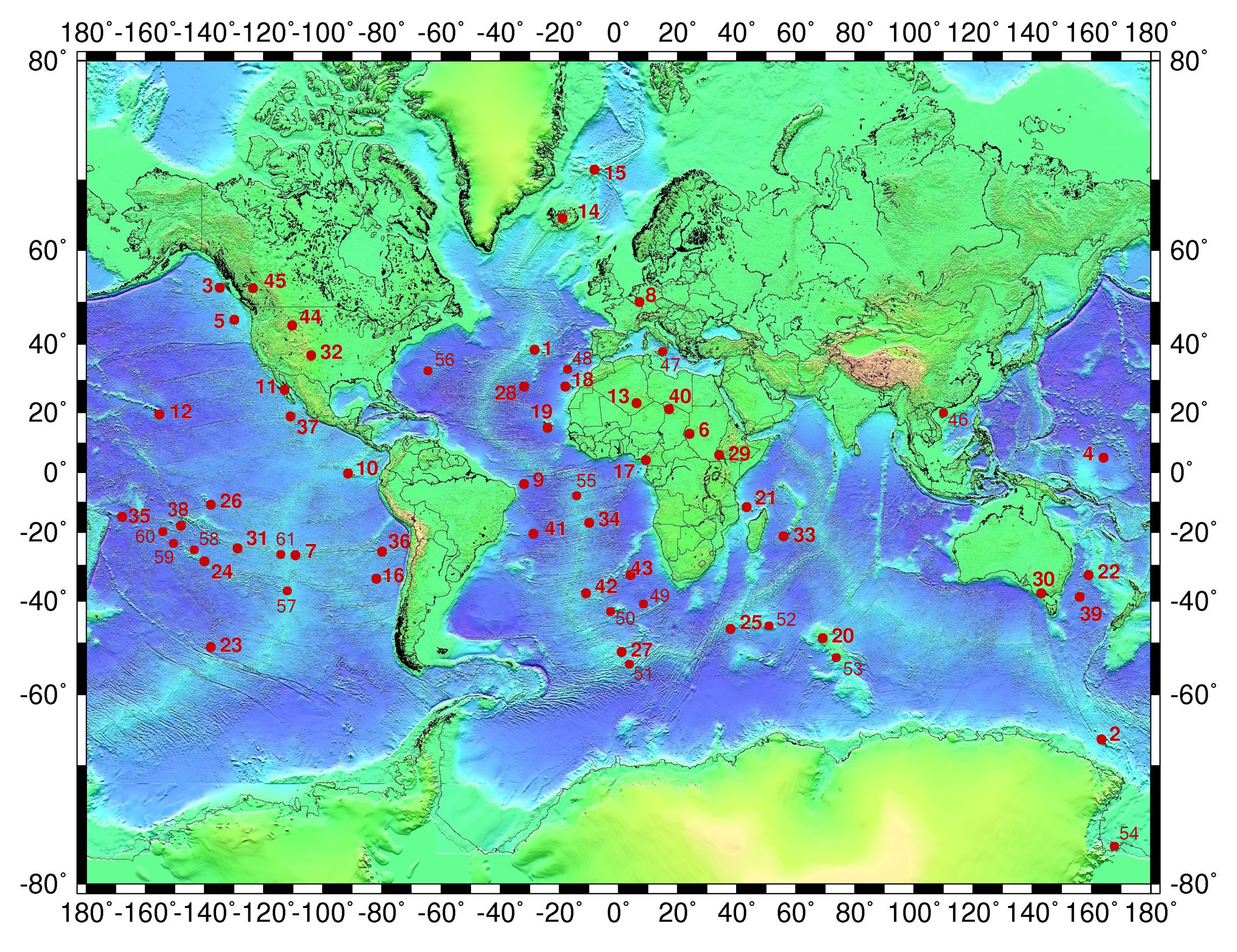
A forrópontok elhelyezkedése. 49-es számmal a Gough forrópont

A Gough forrópont az Atlanti-óceán déli medencéjében található, a nevét is adó Gough-sziget közelében. A forrópont két társával az Afrika alatti óriás áramlás mellékáramlása lehet. Kialakulása a kora kréta időszakra tehető, vélelmezhető, hogy kapcsolatban van Dél-Amerika és Afrika elválásának kezdetével. A jelenlegi helyzete alapján felelős a Tristan da Cunha és a Gough szigetek aktív vulkanizmusáért.

## Története
A forrópont nagyjából 132 millió évvel ezelőtt alakult ki, a kréta időszakban. Ez egybeesik a dél-amerikai és az afrikai kontinens elválásának kezdetével, így valószínűsíthető, hogy a forrópont szoros kapcsolatban van a kontinensek létrejöttével. Egyes hipotézisek szerint a divergens lemezszegélyek kezdeti szakasza a köpenyfeláramlásokhoz kapcsolódik, amit e forrópont tanulmányozása is segíthet megérteni és alátámasztani.
Maga a forrópont nagyjából egyidős két igen közeli másik köpenyfeláramlással. A forrása az afrikai lemez alatti szupercsóva szomszédságában van, ezért feltehetően annak egy leágazásaként alakult ki. A forrópont szomszédos a Jean Charcot tengeri hegységgel, amit szintén egy köpenyfeláramlás hozott létre, ezért a kutatók bizonyítottnak látják a kettejük közös eredetét. Alátámasztja mindezt a geokémiai azonosságuk is, ami alapján a két terület valószínűleg egyetlen egység volt, csak a lemezmozgások hatására vált ketté.
Hasonló a helyzet a Tristan forróponttal való kapcsolatában is. Szintén hasonló a geokémiai szerkezetük, ráadásul a két terület szoros párhuzamossággal halad, beleértve a kitörések idejét is.
A forrópont jelenleg ugyan nem mutat aktivitást, de kitörése bármikor lehetséges, mivel párja utoljára 1961-ben tört ki.